# Raytheon T-6 Texan II
Рейтеон T-6 Тексан II (англ. Texan — «техасец») — американский одномоторный турбовинтовой учебно-тренировочный самолёт (УТС).

## Описание
Первый полёт состоялся в декабре 1992 года. Является двухместным самолётом. Оснащается турбовинтовым двигателем мощностью 1100 лошадиных сил. Способен развивать скорость более 500 километров в час.
В настоящее время УТС T-6B Texan II используются для начальной лётной подготовки пилотов ВВС США, а также ВВС Израиля, Германии, Ирака и в Авиации ВМС Мексики  .

## Тактико-технические характеристики
- Модификация T-6B
- Размах крыла, м 10,10
- Длина самолёта, м 10,30
- Высота самолёта, м 3,30
- Площадь крыла, м² 16,30
- Масса, кг 	 
  - пустого самолёта 2100
  - максимальная взлётная 2948
  - топлива 500
- Тип двигателя 1 ТВД Pratt Whitney Canada PT6A-68
- Мощность, л. с. 1×1100
- Максимальная скорость, км/ч 	 
  - на высоте 575
  - у земли 500
- Крейсерская скорость, км/ч 425
- Практическая дальность, км 1575
- Максимальная скороподъёмность, м/мин. 1200
- Практический потолок, м 9450
- Макс. эксплуатационная нагрузка 7
- Экипаж, чел. 2
- Вооружение: боевая нагрузка — на 6 узлах подвески